# Amir Hendeh (Kisom)
Amir Hendeh (em persa: اميرهنده, romanizada como Amīr Hendeh; também conhecida como Gūkeh e Gūkeh-ye Amīrhandeh) é uma aldeia do distrito rural de Kisom, situada no distrito central de Astaneh-ye Ashrafiyeh, na província de Gilan, no Irã. No censo de 2006, sua população era de 664, em 207 famílias.